# Batuta

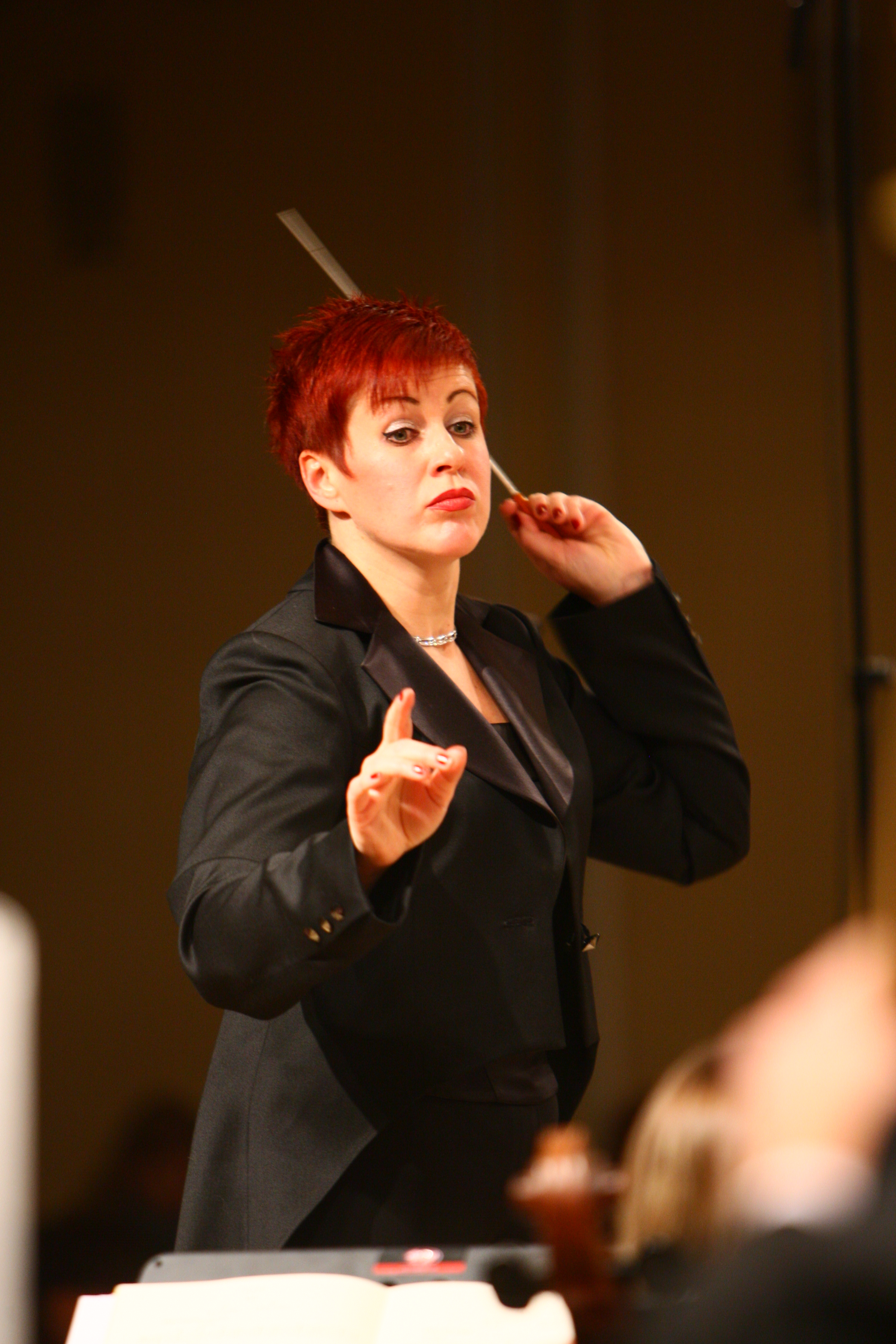
Directora d'orquestra duu la batuta

Una batuta és un bastó curt i fi amb el que un director d'orquestra, banda o orfeó marca el compàs per a dirigir una obra musical.
Les batutes estan graduades en diferents mides i fetes de manera que la major part del pes està distribuït a la base per on el director la sosté quan dirigeix. Normalment la batuta fa el mateix llarg que el braç començant a comptar del colze fins al dit anular.
La batuta es porta normalment amb la mà dreta sense importar la predilecció motriu per l'esquerra o la dreta del director. La base de la batuta s'agafa amb el palmell de la mà, i els dits i el polze es tanquen sobre aquesta. Es manté amb el braç estès a l'altura de la cara amb la punta a l'altura dels ulls, apuntant lleugerament a l'esquerra i cap enfora. No s'ha d'agafar amb molta de força però tampoc molt lleugerament. Per a un director d'orquestra se suposa que la batuta és simplement una extensió especialitzada del braç.
Les batutes se solen fabricar de bambú, fusta i de plàstic.